# Sesfontein
Sesfontein (für Deutsch Sechs Quellen; Khoekhoegowab ǃNaniǀausKlicklaut), historisch wohl auch Zessfontein, ist eine Siedlung und Zentrum des gleichnamigen Wahlkreises in der Region Kunene im nordwestlichen Namibia. Sesfontein liegt unweit des Hoanib – rund 130 Kilometer südlich von Opuwo und 200 Kilometer nordwestlich von Khorixas im Übergang zwischen Damaraland und Kaokoveld.
Fort Sesfontein wurde 1896 von der Regierung des damaligen Deutsch-Südwestafrika als ein Kontrollstützpunkt gegen Rinderpest, Wilderei und Waffenschmuggel errichtet. Das Fort war ein Nationales Denkmal und wird heute als Lodge mit Campingplatz, für Safaris und die touristische Erschließung des Umlandes genutzt.

## Söhne und Töchter der Siedlung
- Hendrik Gaobaeb (* 1964), Politiker
- Uerikondjera Kasaona (* 1987), Fußballspielerinnen und -trainerin